# Gliosarkom
Gliosarkom je vzácný typ vysoce progresivního maligního gliomu, tumoru mozku nebo míchy pocházející z glie, podpůrné mozkové buňky. Obsahují také mezenchymální komponenty. Na rozdíl od většiny gliomů, u kterých se vyskytujé metastáze mimo mozek jen zřídka, gliosarkom metastazuje běžně do plic, žaludku, jater a lymfatických uzlin. Cca pouze 2% Glioblastomů tvoří gliosarkomy.

## Léčba
Léčba zahrnuje operaci, radiologii a chemoterapii, nicméně zpravidla během 13 měsíců dochází k reemisi.